# Battle Dress Uniform

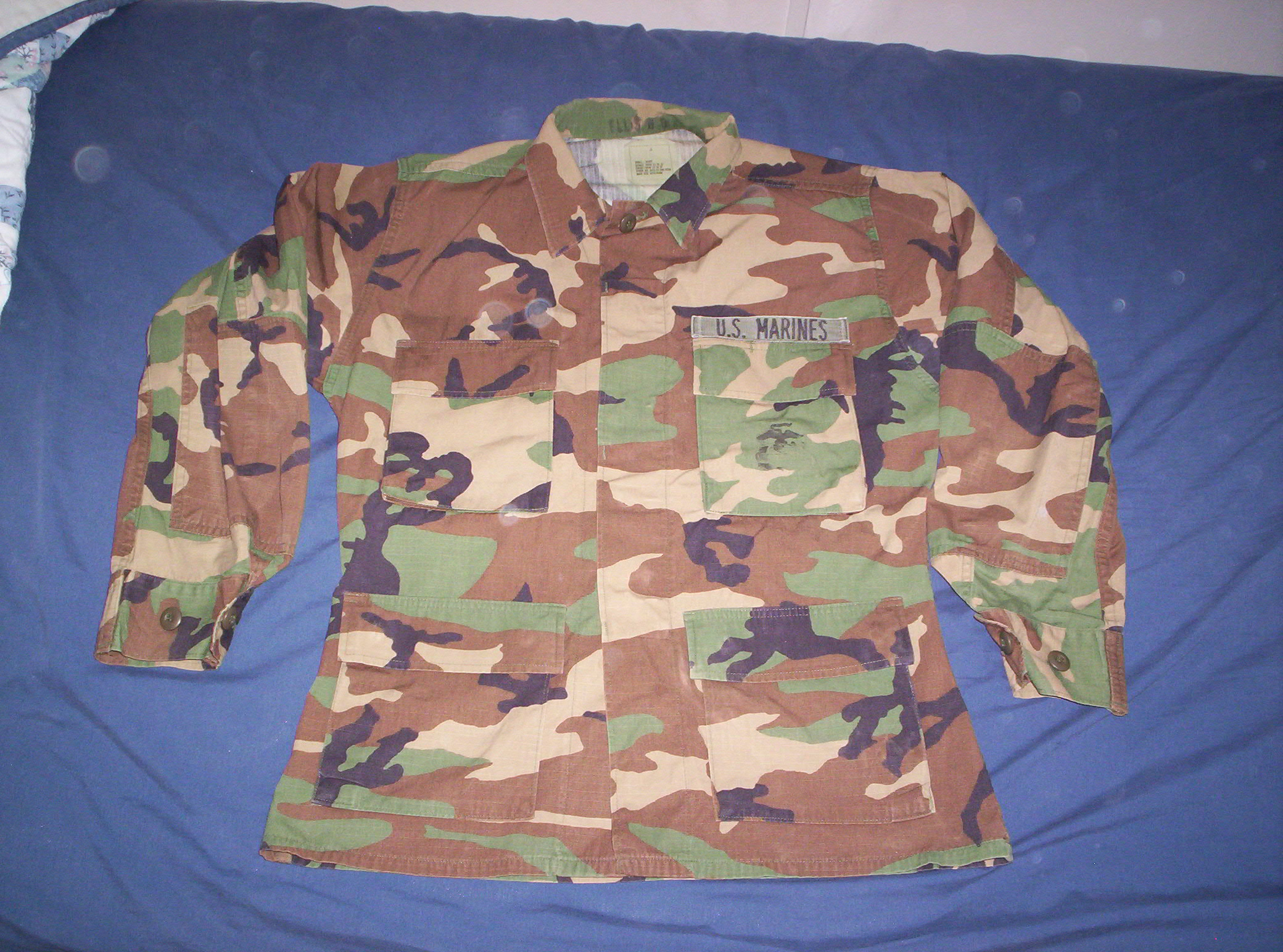
Casacca BDU dell'U.S. Marine Corps in schema woodland, striscia portanome tolta. Il logo "EGA" sulla tasca pettorale non si vede quasi più per l'usura.

La Battle Dress Uniform (BDU) è un'uniforme militare mimetica usata dalle forze armate statunitensi come tenuta ordinaria da combattimento dai primi anni 1980 a metà anni 2000. Da allora è stata sostituita o soppiantata in ogni branca delle forze armate USA.
Si usano tuttora ampiamente uniformi stile BDU e derivati in altri Paesi (in alcuni casi sono avanzi di magazzino USA trasferiti ad altri Paesi nel quadro di programmi di assistenza alla sicurezza), mentre alcune sono ancora indossate da agenzie USA, federali, di Stato o locali, o da organizzazioni che possono operare in situazioni tattiche, come le squadre DEA FAST e SWAT.
Ancora nel 2014 la BDU era indossata dal personale U.S. Public Health Service come uniforme prescritta per il dispiegamento, ma in seguito è stata sostituita da una variante della Operational Dress Uniform in uso alla U.S. Coast Guard.

## Antefatto

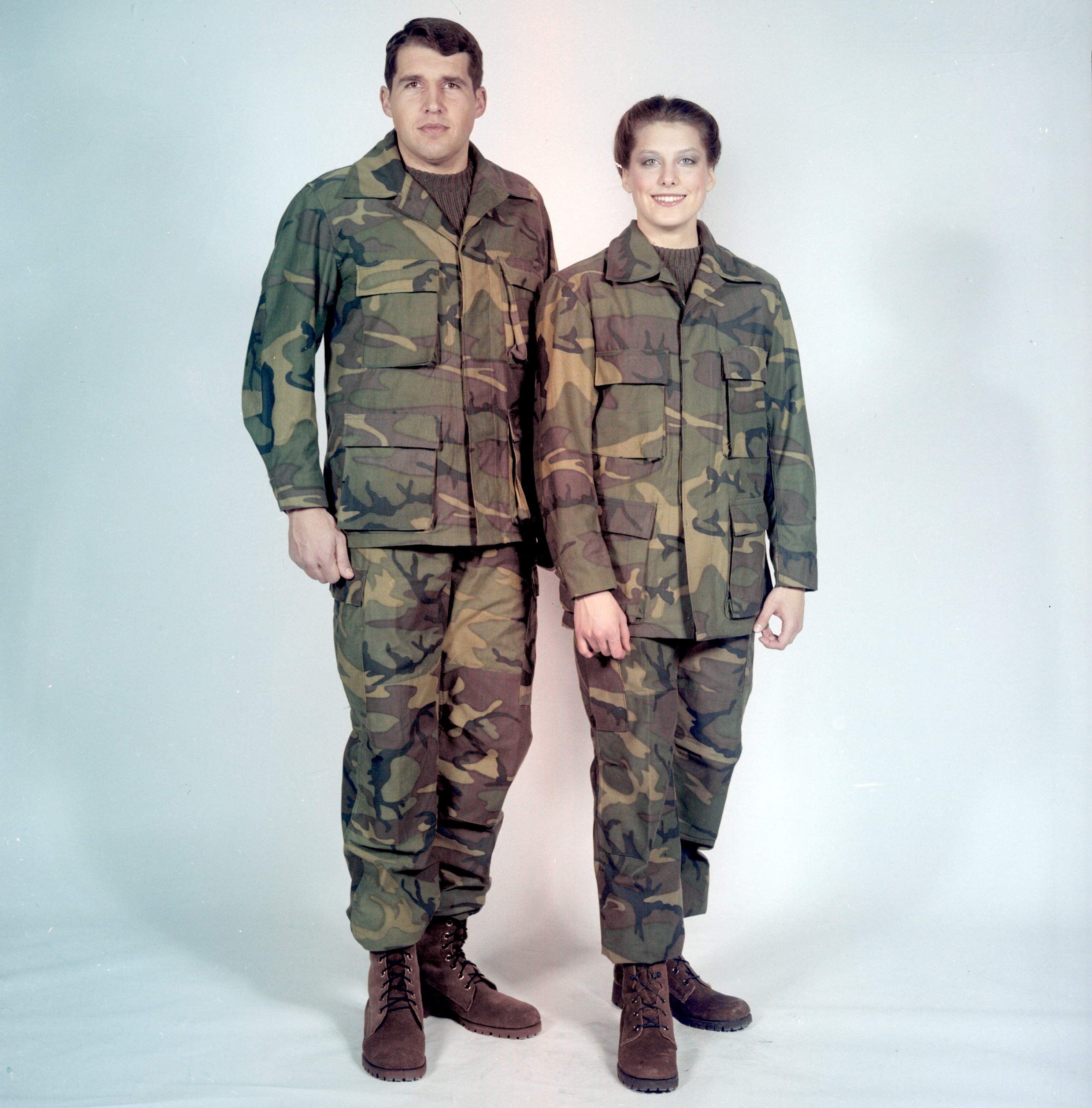
Un uomo e una donna posano con prototipi della BDU nel 1980.

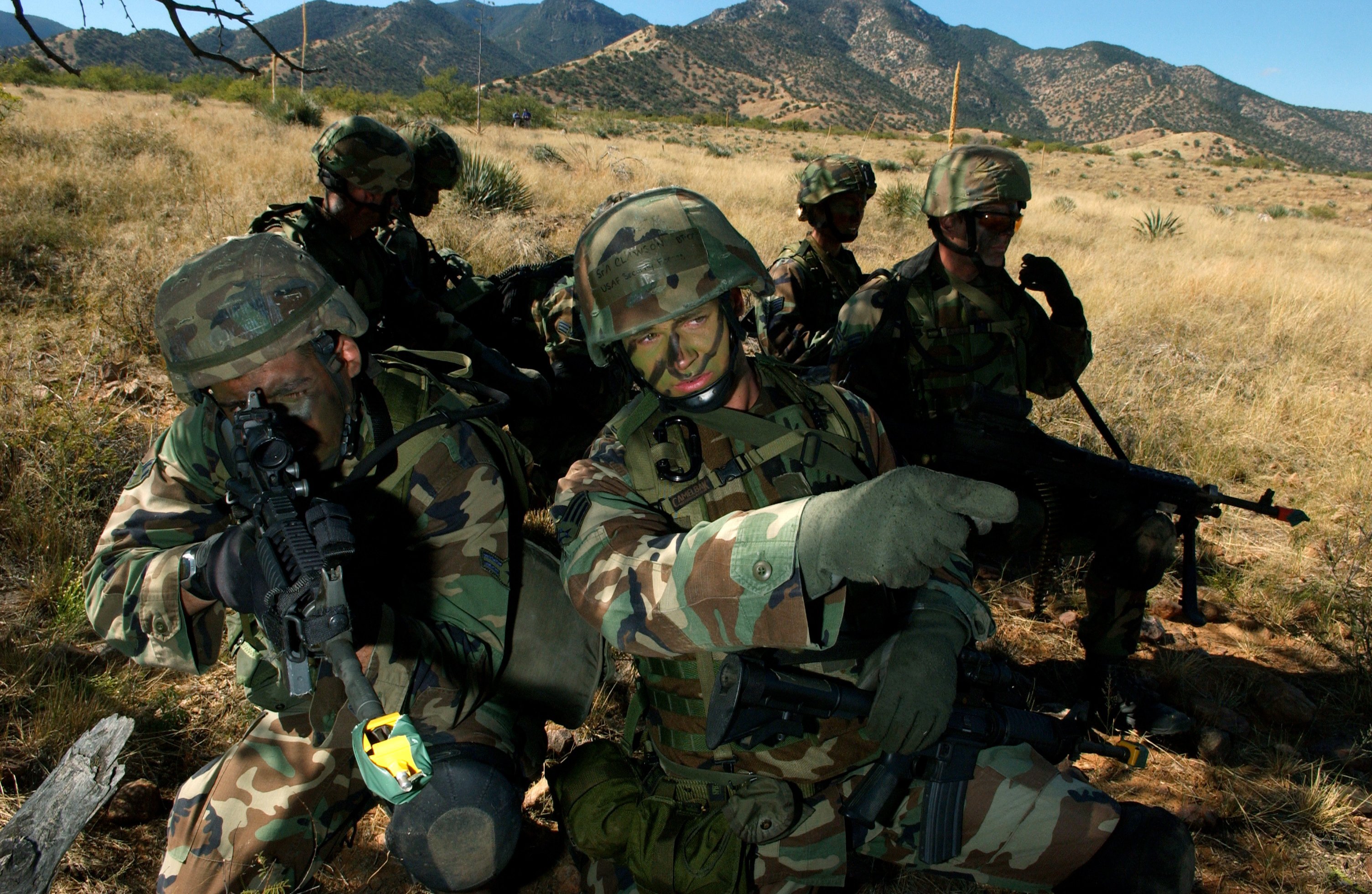
Defenders delle U.S. Air Force Security Forces si addestrano a Fort Huachuca (Arizona) nell'ottobre 2004, indossando la BDU.

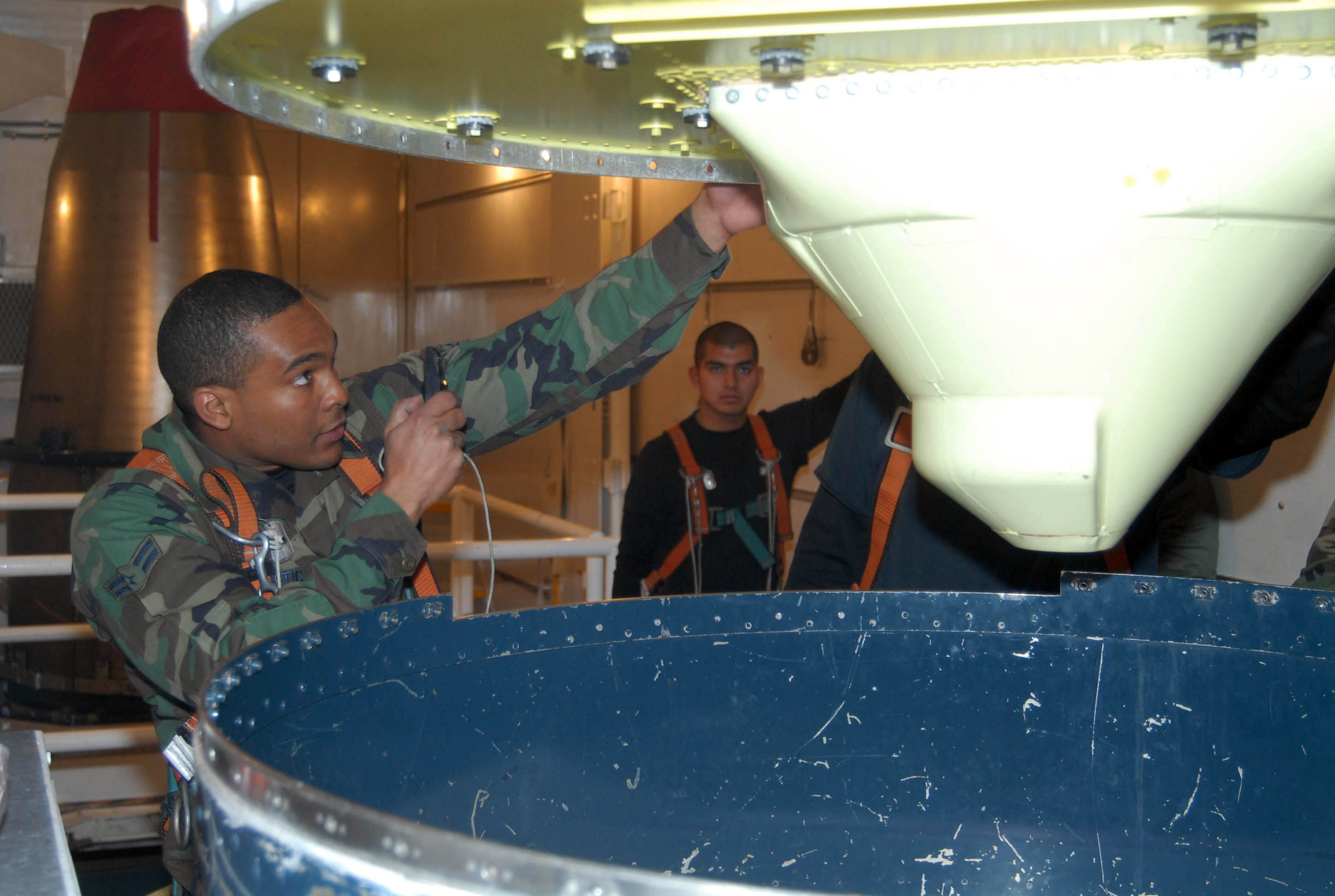
Un manutentore missilistico di U.S. Air Force, indossante una BDU, ispeziona un sistema di guida ICBM nel marzo 2006.

Sebbene sia stato il Regio Esercito italiano il primo a fornire tessuto mimetico (Telo mimetico M1929), ma in pochi pezzi, i tedeschi spiccarono in questo campo per il notevole impegno prima della Seconda guerra mondiale. Dopo nutrita sperimentazione, l'Oberkommando der Wehrmacht (abbrev. OKW) autorizzò lo Heeres-Splittermuster 31 per i teli tenda (Zeltbahn) negli anni 1930. Nel 1940 le SS-Verfügungstruppe (abbrev. SS-VT; rinominate Waffen-SS) progettarono, provarono e distribuirono poco dopo i loro schemi e configurazioni.
Lo United States Marine Corps ricevette il suo primo schema mimetico nel 1942, quando fu distribuita la prima uniforme reversibile spiaggia/giungla, con schema a "pelle di rana" tre/cinque colori, basato su un disegno di prova del 1940. Questo schema fu usato prevalentemente nel teatro del Pacifico, ma non fu trovato particolarmente efficace, e in quello europeo fu ritirato del tutto nel 1944 — in parte per il timore di episodi di fuoco amico dopo il D-Day, considerata la somiglianza con lo schema delle Waffen-SS (da non confondersi col il Flecktarn, un disegno del dopoguerra). Negli anni 1950 furono distribuite coperture e protezioni mimetiche per elmetti negli schemi "foglia di vino" e "nuvola marrone". Lo U.S. Army nel D-Day e nelle operazioni in Normandia provò anche un'uniforme mimetica meno nota, come le uniformi del Marine Corps, ma fu sostituita dall'uniforme M43 prima di essere stata molto utilizzata.
Durante la Guerra del Vietnam lo schema a quattro colori ERDL delle forze USA fu impiegato limitatamente fra unità di specialisti dello U.S. Army, ma la maggior parte furono distribuite nei rasi o tute da giungla in verde oliva tinta unita OG-107, mentre i marine adottarono lo schema mimetico per tutta la loro forza armata dopo il 1968.
Le tute con lo schema ERDL erano identiche nel taglio alle tute da giungla OD (verde oliva) del terzo modello, ed erano disponibili sia nella variante altura (più marrone) sia nella variante pianura (più verde), benché quest'ultima sia stata alla fine abbandonata. Tra gli altri schemi, non ufficiali, utilizzati in Vietnam c'erano tute da giungla tinte di nero o dipinte a spruzzo, spesso usate da forze per impieghi speciali, e vari schemi tigrati vietnamiti (a loro volta basati su schemi dei reparti aviotrasportati dell'esercito francese o della Legione straniera e su un disegno britannico utilizzato in Malesia), o schemi commerciali da "cacciatore di papere".
Il disegno generale e la configurazione dell'uniforme BDU USA era simile a quello delle tute da giungla della Guerra del Vietnam, che a loro volta somigliavano nella configurazione alle uniformi da specialità indossate dai paracadutisti USA nella Seconda guerra mondiale.

## Storia

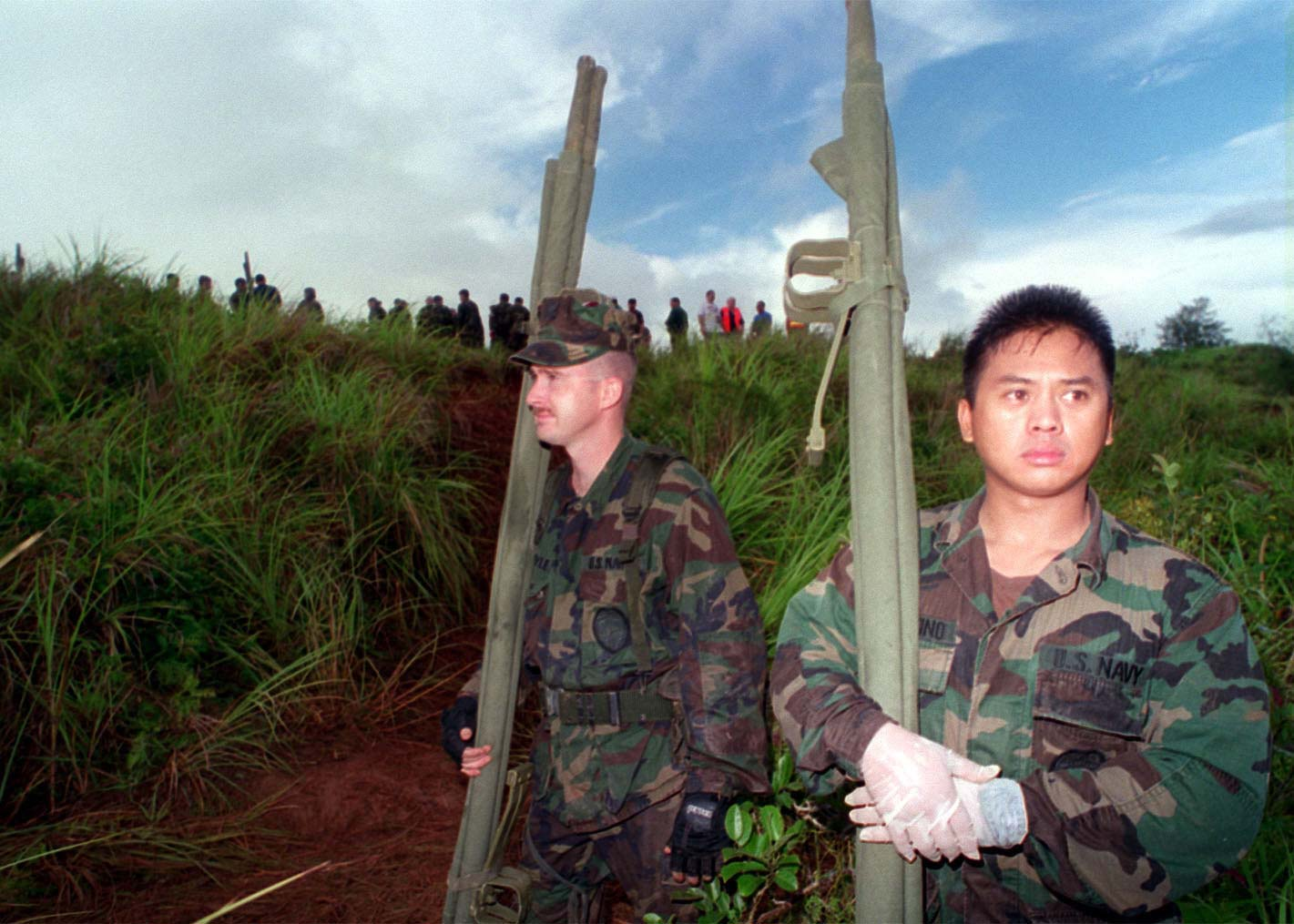
Marinai della U.S. Navy indossano la BDU nell'agosto 1997.

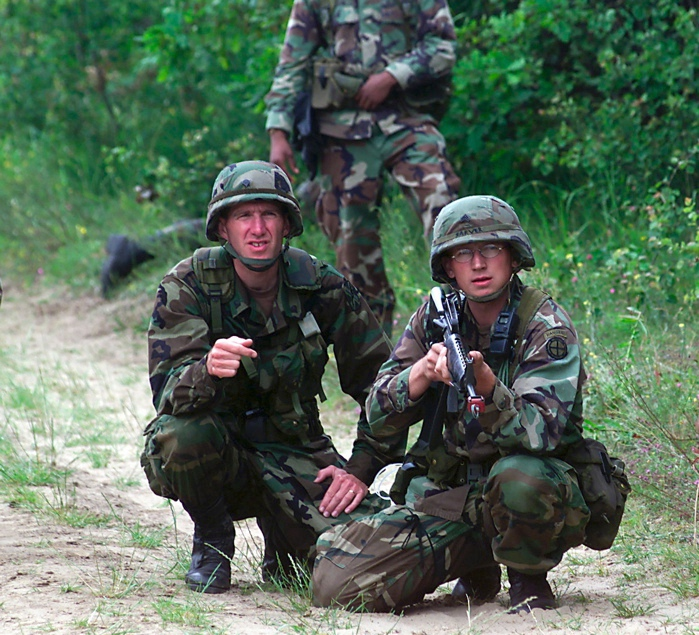
Ucraina, maggio 2006. La Battle Dress Uniform indossata durante l'esercitazione Exercise Peaceshield 2000.

Dapprima distribuita in pochi pezzi a capi di guarnigione, ufficiali e generali di tutte le forze armate USA nel settembre 1981 in sostituzione delle consunte uniformi Olive Drab ("verde oliva") modello OG-107, il mese successivo si iniziò a distribuire a tutte le forze sul campo la Battle Dress Uniform.
Dal 1981 vi furono cambiamenti che riguardarono l'aggiunta e la successiva eliminazione di linguette di regolazione in vita con bottoni, la riduzione delle dimension del collo e migliorie nelle cuciture e nella vestibilità.
Le BDU vennero inizialmente distribuite solo in un tessuto twill misto 50/50 nylon-cotone, chiamato Temperate Weather BDU ("BDU da clima temperato"), o TWBDU. Le lamentele sulla conservazione del calore di queste uniformi, specie dopo l'Invasione di Grenada del 1983, portarono all'introduzione della Hot Weather BDU ("BDU da clima caldo") o HWBDU. La giacca e i pantaloni della HWBDU erano fatti in cotone ripstop 100%, in uno schema mimetico woodland quattro colori. Ma, dopo lamentele di usura più rapida e polsini sfilacciati, oltre a un requisito imposto da comandanti di unità di inamidare l'uniforme puro cotone per le parate, a partire dal 1996 la HWBDU fu a sua volta sostituita dalla Enhanced Hot Weather BDU ("HWBDU migliorata") o EHWBDU. Le parti della EHWBDU sono fatte in tessuto misto 50/50 ripstop nylon e popeline di cotone.
Le BDU sono stampate con tinte schiarite agli infrarossi. Nelle uniformi viene usata la Near infrared Signature Management Technology per mitigare il loro rilevamento dai NIR Image Converter. Questi dispositivi a fotocatodo non rilevano la temperatura, ma piuttosto la variazione di radiazione infrarossa. Le uniformi NIR-compatibili usano un tessuto speciale che permette ai soldati di apparire con lo stesso livello di radiazione del terreno circostante, e pertanto divengono molto più difficili da scoprire. Si raccomanda di non usare amido nella pulizia o stiratura della BDU, poiché l'amido indebolisce il tessuto e rovina la copertura protettiva per gli infrarossi. Una BDU che sia stata inamidata anche una sola volta non deve essere portata in combattimento.
L'uniforme di "pesantezza" tropicale non era durevole quanto quella per il clima temperato (com'è intuibile, posto che verosimilmente il tessuto più fresco è, ceteris paribus, più sottile). L'uniforme tropicale, usata per servizio a rotazione di quattro tute, sarebbe durata solo 4-6 mesi, mentre quella "temperata" sarebbe durata più di un anno nelle medesime condizioni.

### U.S. Army

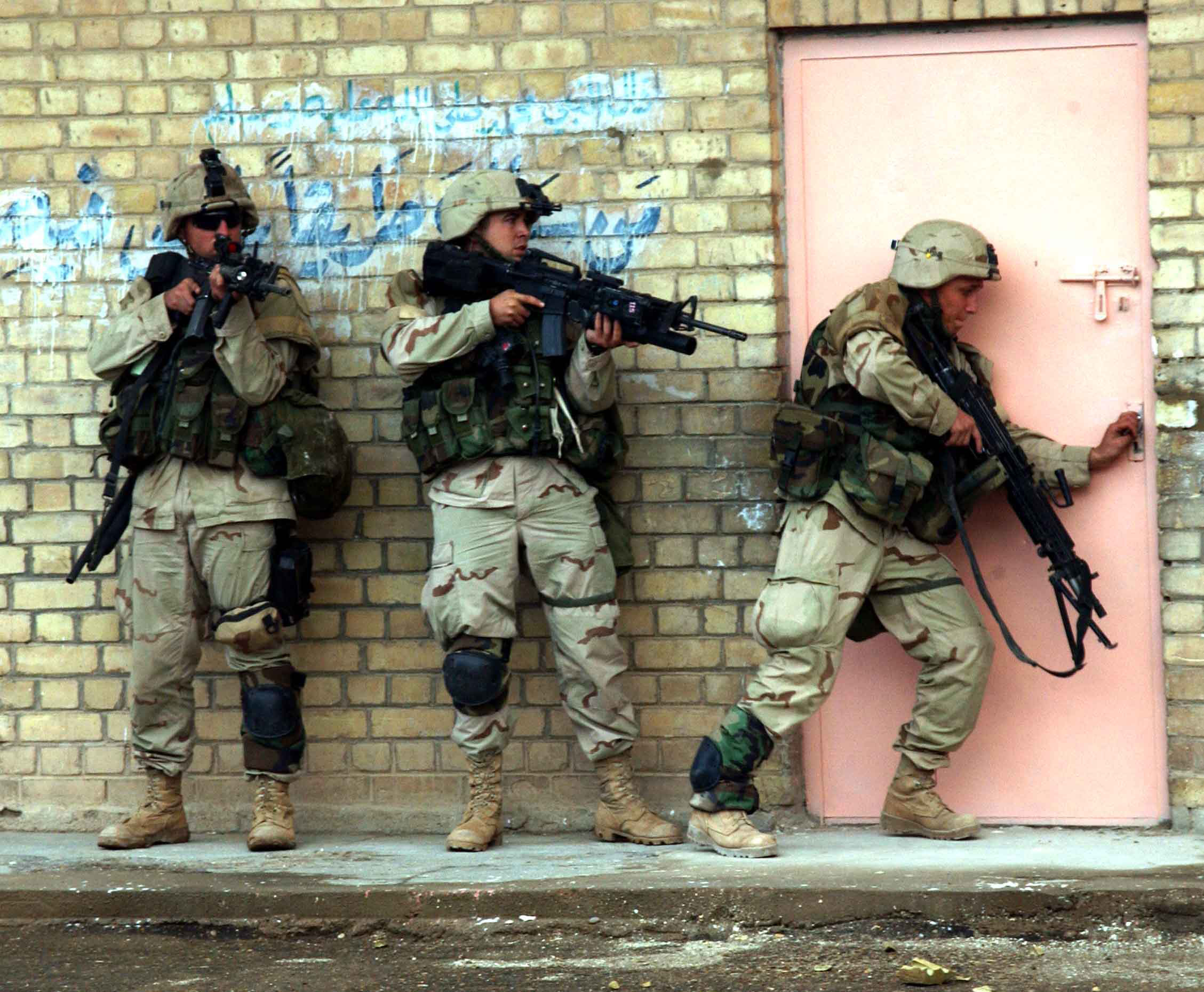
Soldati della 1CD a Falluja nel 2004 con la BDU versione deserto.

Tutti i soldati dello United States Army ricevettero la prima serie di BDU come nuova uniforme da campo e guarnigione nel "taglio temperato" il 1 ottobre 1981. Inoltre, vennero distribuiti per tempo patrol cap (una sorta di berretti da baseball), boonie hat e M-65 jacket (una sorta di sahariana) nel nuovo schema mimetico, più una nuova T-shirt marrone chiaro e una cintura nera fettucciata con fibbia di ottone.
La BDU fu la prima uniforme chiazzata approvata dallo U.S. Army dal tempo della Guerra del Vietnam, in cui lo schema ERDL era di uso limitato. La BDU sostituì presto tutte le uniformi mimetiche precedenti per tutti gli ambienti di foresta, giungla e tropicale, e nel 1989 aveva rimpiazzato completamente le normali uniformi verde oliva in uso dal 1952.

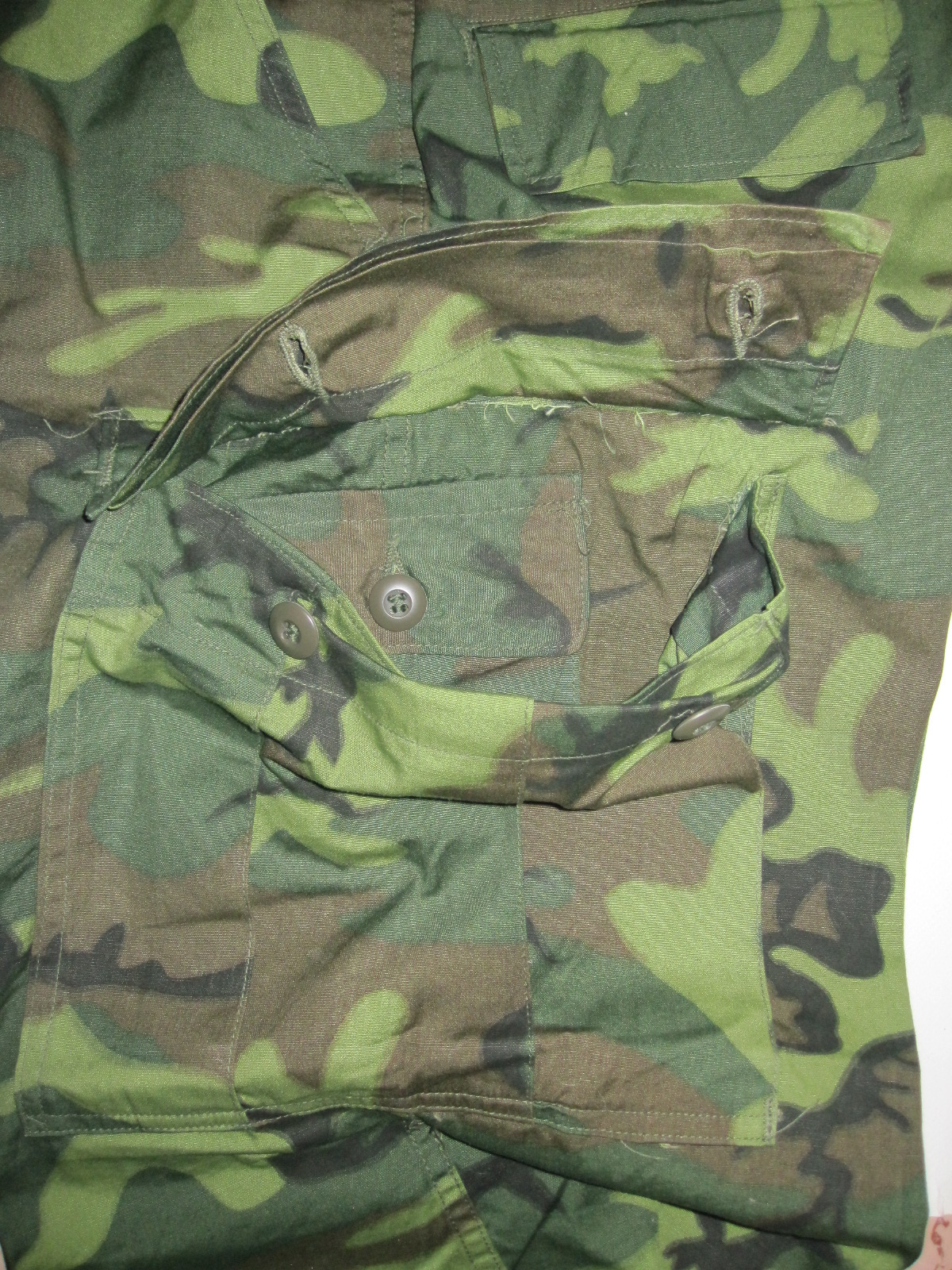
Tessuto a schema ERDL, variante a dominanza verde "lowland" (pianura).

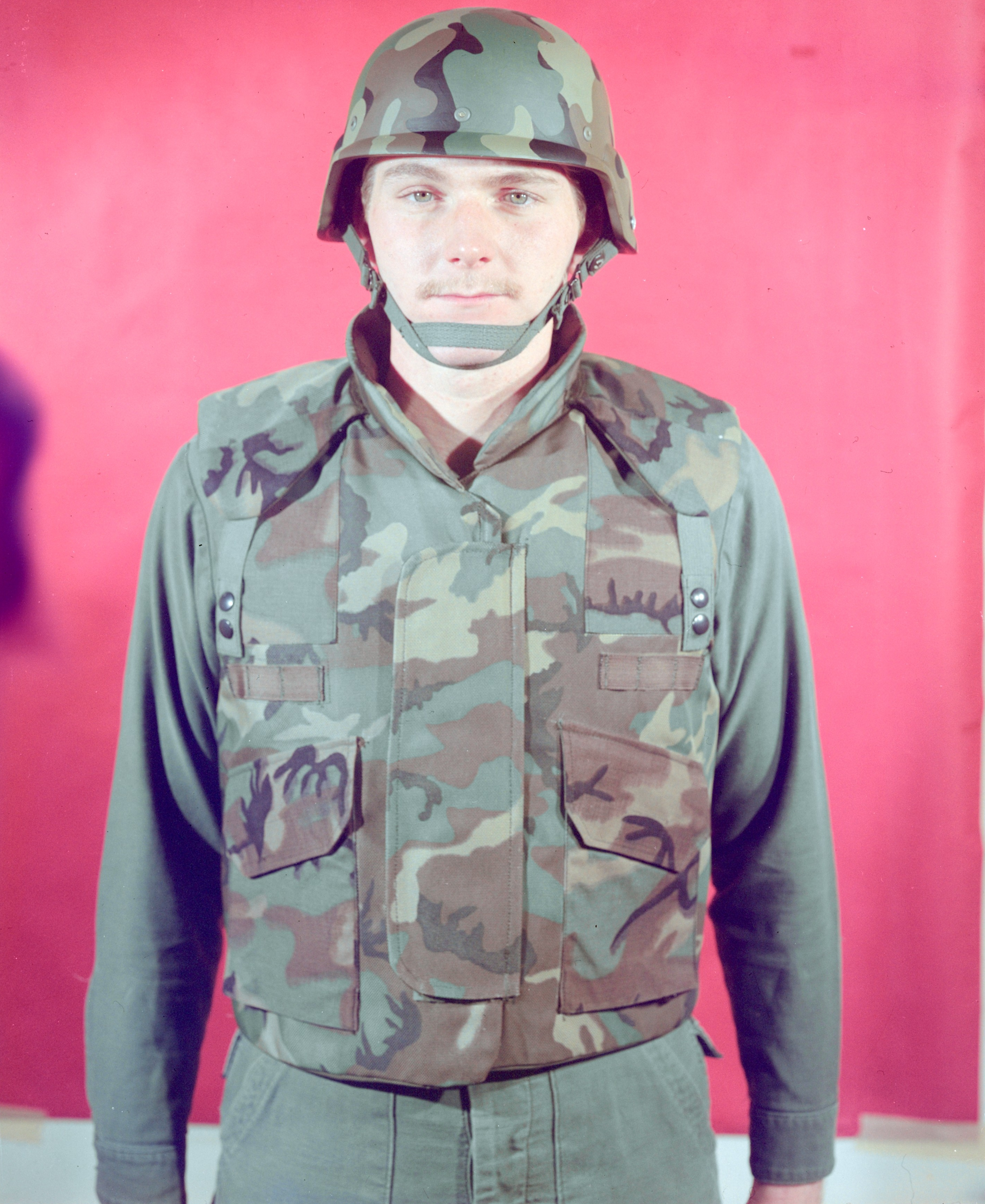
Un prototipo del corpetto PASGT nello schema ERDL a dominanza marrone.

### U.S. Department of Defense
La BDU era indossata dai civili in servizio sl DoD e dagli agenti della Department of Defense police.

### U.S. Marine Corps
La BDU con schema ERDL fu introdotta nello United States Marine Corps nel 1977, quando fu accantonata l'uniforme Olive Drab Green (OD) (cioè la tuta tinta unita verde oliva). La BDU divenne l'uniforme d'ordinanza dello U.S. Army nel settembre 1981 nello schema M81 Woodland, per iniziare a sostituire la tuta nella tinta Olive Drab Green (OD) o OG-107, che erano state ordinarie dai primi anni 1950. Il cambio era stato fatto per confondere marine e soldati più efficacemente nelle zone di operazione boschive o tropicali con schemi a grandi macchie, a differenza della OD, che aveva una singola sfumatura di verde. Era basata principalmente sui colori boschivi specificamente del Nordeuropa. Usava sfumature di verde, marrone, beige, e nero, inizialmente stampate su un tessuto twill misto cotone-nylon, noto come uniforme Temperate Weight. Nel 1987 fu introdotta una nuova e leggera Tropical Weight uniforme BDU con lo schema stampato su tessuto 100% popeline di cotone ripstop, adatto ad impedire che i piccoli strappi si propagassero a tutta la tramatura.
In origine non c'erano portanome sulle BDU di USMC, che dai marine erano chiamate camouflage utility uniform (CCU) durante l'uso. Tuttavia, nell'ottobre 1991 l'USMC adottò i portanome sulle BDU (e DCU e DBDU) per adeguarsi allo STANAG NATO che sarebbe entrato in vigore dall'ottobre 1992. Nel caso dello USMC si indossava il portanome indicante il cognome del soldato ricamato sopra la tasca destra, e sopra la tasca sinistra uno analogo con la scritta "U.S. MARINES". La Marine Corps Combat Utility Uniform (MCCUU) che ha rimpiazzato la BDU è organizzata allo stesso modo.

Eagle, Globe, and Anchor

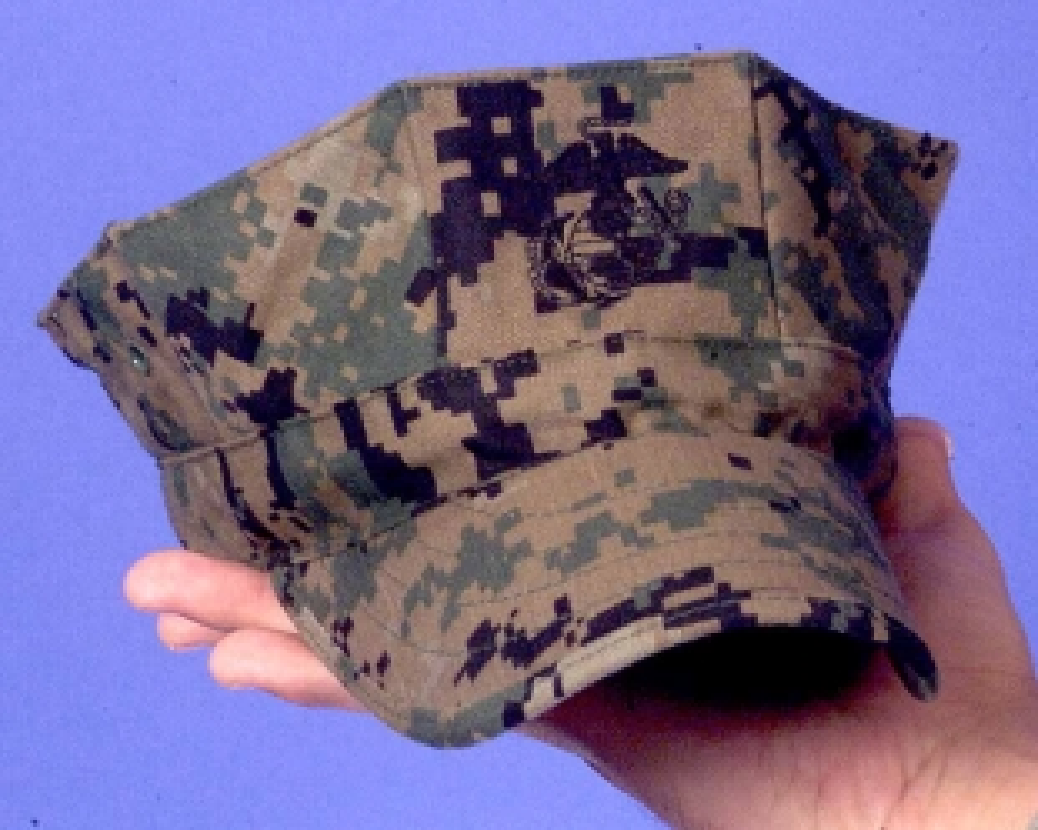
"Utility cover" USMC con lo stemma "Eagle, Globe, and Anchor" ("EGA") ricamato.

La BDU dello USMC sfoggiava uno stencil applicato a caldo con il motivo Eagle, Globe, and Anchor (EGA), emblema ufficiale dei Marines, centrato sulla tasca pettorale sinistra, sotto la patta della tasca. Le prime versioni di questa uniforme recavano anche la dicitura "USMC" sotto l'EGA, ma poi questa pratica fu abbandonata, e nell'ultimo periodo di impiego della BDU rimase solo l'EGA, senza scritte. L'EGA veniva applicato sulla tasca della casacca BDU dalle reclute USMC al superamento del corso reclute per simboleggiare il loro "rito di passaggio alla famiglia" degli U.S. Marines. Lo stesso si faceva con lo "utility cover" (berretto di tela) indossato sulla USMC-BDU. L'erede della BDU, cioè la MCCUU, ha lo stemma EGA ricamato (e non più in forma di stencil applicato a caldo) sulla casacca e su tutti i copricapo.

### U.S. Air Force
Gli avieri della U.S. Air Force al principio ricevettero la ERDL BDU limitatamente alle unità impegnate all'estero in situazioni tattiche di combattimento terrestre (combat arms), come United States Air Force Security Forces, Combat Controllers, e United States Air Force Pararescue dal 1 ottobre 1981, contemporaneamente ad esercito e marine. L'Air Force non permise che gli avieri non qualificabili combat arms vestissero la BDU con schema woodland fino all'estate 1987, e la prescrisse come "tuta solo da combattimento" fino al 1988.

### U.S. Navy
I marinai della United States Navy ricevettero le prime BDU, nei nuovi schema woodland e "pesantezza termica", allo stesso momento delle altre forze armate. La U.S. Navy, finché mantenne questa uniforme, usava chiamarla "Camouflage Utility Uniform" (CUU).

### U.S. Coast Guard
I militari della U.S. Coast Guard iniziarono a ricevere la nuova BDU woodland più o meno allo stesso momento delle altre forze armate.

## Eredi

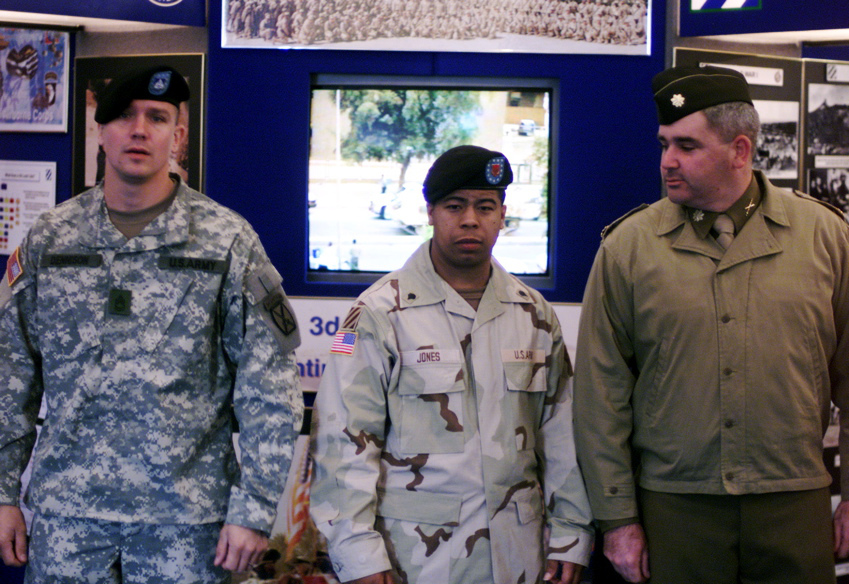
Soldati USA (da sinistra a destra) esibiscono le Army Combat Uniform (sinistra), Desert Camouflage Uniform (centro), e un'uniforme della Seconda guerra mondiale (destra), in maggio 2005.

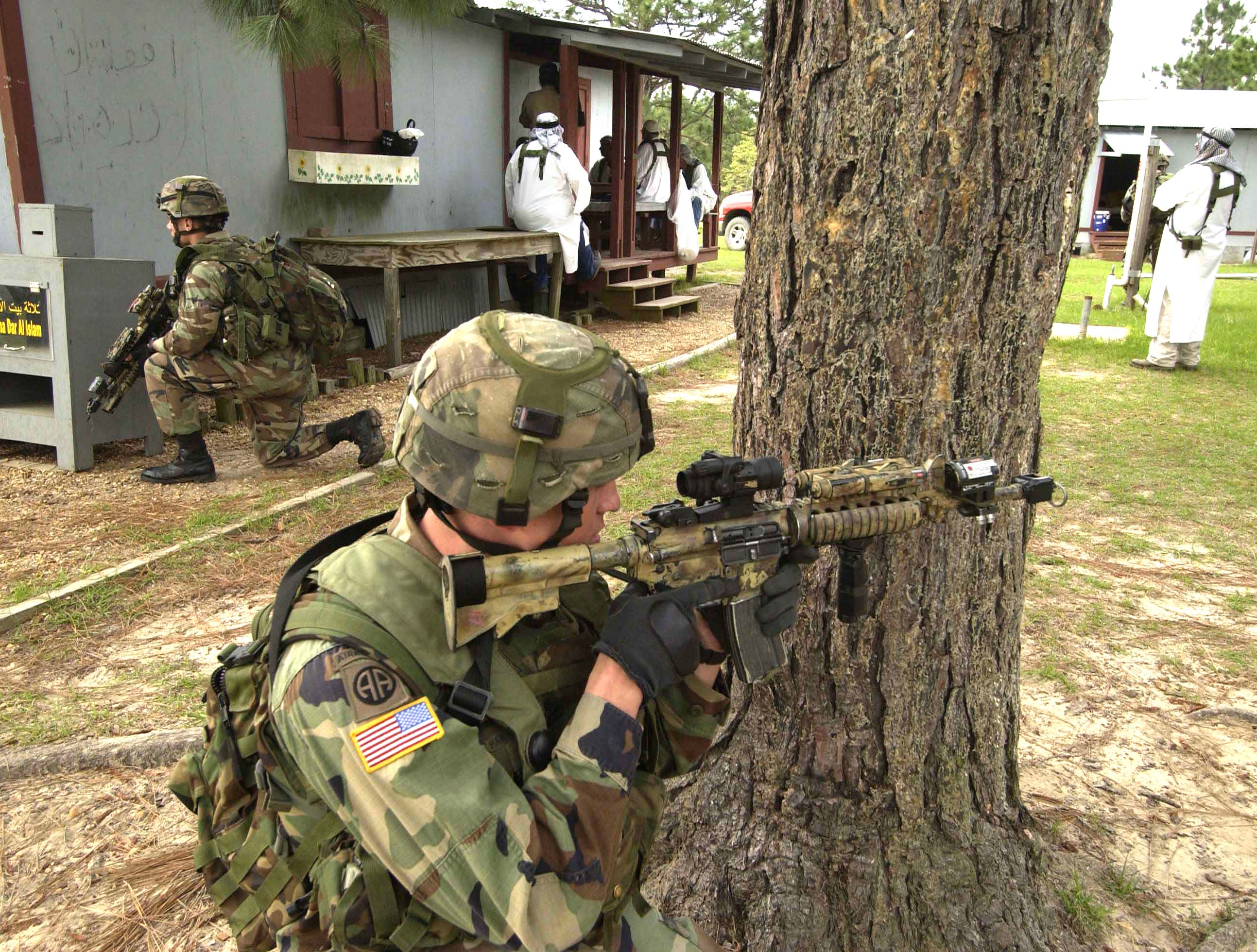
Soldati USA nel 2006 con le BDU si addestrano in Louisiana; la BDU era autorizzata dallo U.S. Army fino al 2008.

Le Forze armate statunitensi hanno indetto gare con diversi schemi mimetici (alcuni utilizzati da forze straniere), e distribuirono uniforme specifiche per certi ambienti, segnatamente la Desert Battle Dress Uniform (DBDU) a sei colori, soprannominata "mimetica a scaglie di cioccolato", disegnata nel 1962, e la "griglia notturna da deserto" (NCDBDU). Ambedue le uniformi furono usate nel 1991, durante la Guerra del Golfo. Queste BDU da deserto furono abbandonate dopo la guerra.
Nel 1992 fu introdotta la Desert Camouflage Uniform (DCU) col disegno mimetico da deserto in tre colori, e fu utilizzata nelle operazioni in Somalia (1993); fu in uso in Afghanistan e Iraq dal principio delle ostilità, ma U.S Army e U.S. Marine Corps hanno sostituito la DCU con nuove uniformi (ACU e MCCUU, rispettivamente). Nelle prove, i ricercatori U.S. Army trovarono che, come in altri ambienti, il colore del terreno desertico è vario, può andare dal rosa al blu, a seconda dei minerali nel suolo e del momento del giorno. Poiché le macchie di colore uniforme nel deserto di solito sono 10 volte più grandi rispetto alle zone boschive, si decise di modificare lo schema a sei colori della DBDU. Questo portò a sviluppare lo schema a tre colori DCU, che fu adottato.

### U.S. Marine Corps
Lo sviluppo di schemi mimetici moderni e il crescente desiderio delle varie branche militari di differenziarsi reciprocamente ha determinato nuovi schemi per le uniformi. Lo U.S Marine Corps per primo rimpiazzò le BDU. La Marine Corps Combat Utility Uniform (MCCUU) usa lo schema mimetico MARPAT generato al computer ed altre migliorie. Fu approvata per l'uso nel giugno 2001, divenne disponibile per l'acquisto nel 2002, e la sostituzione fu completata il 1 ottobre 2004. Fu autorizzato l'uso della BDU fino al 1 aprile 2005 limitatamente ai pochi marine che non avevano ancora la MCCUU. Le unità USMC per operazioni speciali (MARSOC) hanno recentemente distribuito uniformi a schema M81 woodland per integrare le uniformi MARPAT per le missioni speciali.

### U.S. Army

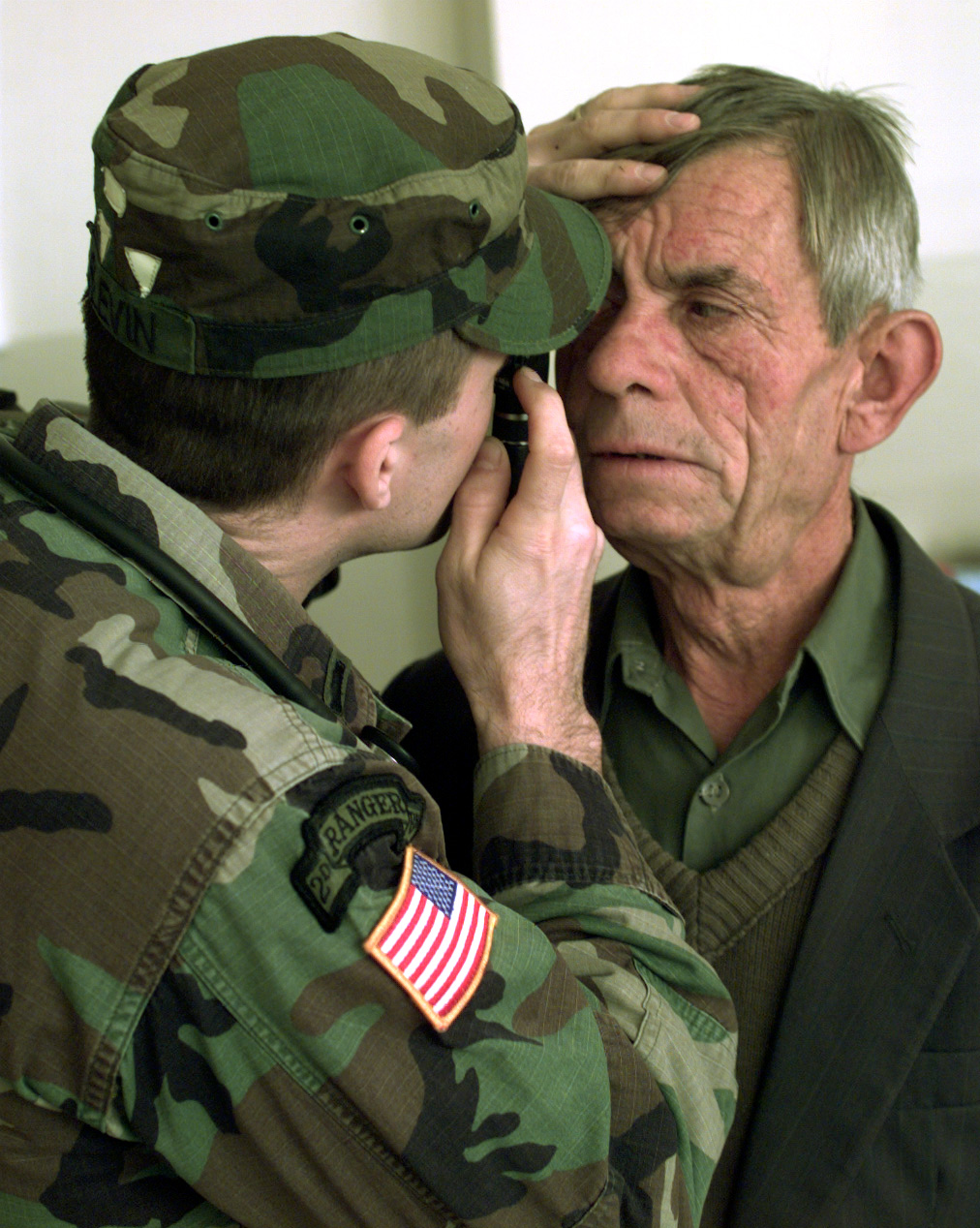
Un ufficiale medico U.S. Army indossa una BDU mentre esamina l'occhio di un uomo nel gennaio 2000.

Nel 2004 lo U.S. Army svelò la Army Combat Uniform (ACU), che aveva designato a succedere alla BDU. Dalla fine del 2005 all'inizio del 2007 lo U.S. Army iniziò il processo di sostituire la BDU con la ACU, e la BDU venne formalmente accantonata dall'esercito nell'ottobre 2006. L'Army Junior ROTC (organizzazione che cerca di attrarre alla carriera di ufficiale studenti delle scuole superiori) seguì poi l'esempio nel 2009.
La versione originale dell'uniforme ACU usò uno schema "digitale" pixelizzato conosciuto come Universal Camouflage Pattern (UCP). La UCP è simile al MARPAT, ma usa colori più neutri, meno saturi. I colori più neutri, principalmente verde vegetazione e giallo sabbia, sono concepiti per funzionare meglio nelle situazioni deserto, bosco, e città. La ACU in UCP era usata dall'esercito in ogni ambiente fuorché nelle zone innevate, poiché lo schema UCP funziona male sul bianco benché usi molto grigio. Nella guerra invernale si usano piuttosto una BDU tutta bianca e lo ECWCS.
La BDU con il mimetismo MultiCam oggi viene usata dal pubblico, da persone del pubblico servizio, e da alcune unità militari straniere (cioè non USA). Le BDU possono essere acquistate da rivenditori privati anche con schemi UCP analoghi alla ACU, ma non ne è autorizzato l'uso da parte di soldati dell'esercito USA.

### U.S. Department of Defense
I civili del DoD iniziarono a portare la Airman Battle Uniform e la Army Combat Uniform in luogo della BDU quando fu sostituita.

### U.S. Navy

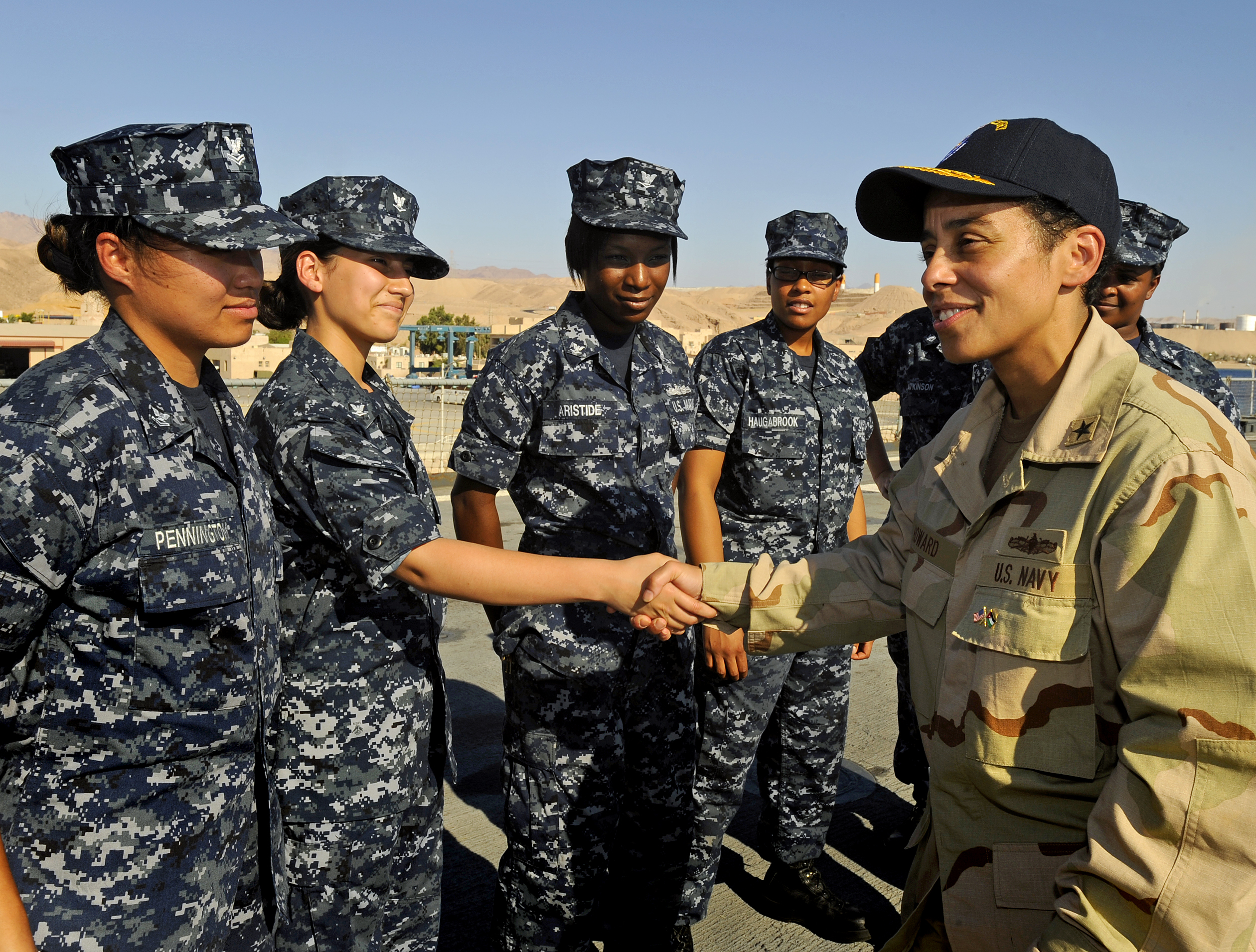
Il contrammiraglio Michelle Howard (a destra) che indossa una Desert Camouflage Uniform, saluta personale di truppa che veste la NWU Type II nel luglio 2009.

Dal 2004 al 2007 la U.S. Navy iniziò a distribuire una Navy Working Uniform (NWU), dallo schema "digitale" blu e grigio pixelizzato, in quantità limitate e in via sperimentale. La NWU non è un'uniforme tattica né una tenuta da combattimento; è concepita come rimpiazzo di varie tenute da lavoro esistenti. La trama chiazzata è pensata principalmente per conformarsi ai colori delle navi militari e nascondere macchie ed usura, e ipoteticamente per rendere chi lo indossa, lavorando sulla nave in porto, un bersaglio visivo un po' meno ovvio per le forze ostili.
Per soddisfare le esigenze della marina in caso di temperature rigide, la NWU comprende una giacca di pile, un pullover, e alternative parka. I SEAL, i Seabees ed altro personale U.S. Navy dispiegato a terra nel quadro dello U.S. Naval Forces Central Command usarono la BDU woodland "M81" (che la marina chiamava CCU) e la DCU per le operazioni all'aperto o attività in specifiche aree di responsabilità (AOR), finché non furono distribuite le uniformi NWU Type III con lo schema mimetico adatto alla specifica AOR.

### U.S. Air Force
Nel 2004 e 2005 la U.S. Air Force sperimentò (bocciandola, alla fine) un'uniforme tigerstripe (tigrata) sulle tonalità del blu. Nel 2006 fu adottata una nuova uniforme "stile BDU", detta Airman Battle Uniform, che impiegava uno schema tigrato semi-pixellizato in quattro tenui colori "terra", ossia beige, grigio, verde e blu. Essa tuttavia non teneva il passo con le tante migliorie introdotte dalla ACU e dalla MCCUU. Nel 2007 era in produzione corrente.
Il 4 maggio 2016 il Comandante nazionale della Civil Air Patrol annunciò che l'USAF aveva approvato la transizione della CAP verso la Airman Battle Uniform.
Il 14 maggio 2018 l'Air Force annunciò l'adozione dell'uniforme Operational Camouflage Pattern dell'esercito, però con sue proprie insegne. La transizione dev'essere completata entro il 1 aprile 2021.

### U.S. Coast Guard
La U.S. Coast Guard ha introdotto la nuova uniforme Operational Dress Uniform (ODU) nel 2004 per sostituire l'uniforme invernale ed estiva Undress Duty. Simile alla BDU, la ODU conserva l'impianto essenziale delle uniformi BDU vecchio stile, ma con le tasche inferiori della casacca eliminate. Le maniche possono essere "arrotolate" in un modo simile alle vecchie BDU di esercito e aviazione (fino ad allora vietato con l'ACU dell'esercito) e i pantaloni "ingolfati" egli stivali (a meno che non si portino scarpe da barca, come spesso succede nella U.S. Coast Guard Auxiliary, che pattuglia per la guardia costiera su imbarcazioni private), e la cintura nera con la fibbia brunita portata con la punta metallica da 5 a 10 cm dalla fibbia. Inoltre la ODU è distribuita in tinta unita blu, a differenza delle varie tute mimetiche.
Con questa uniforme si indossa il berretto blu scuro stile baseball della guardia costiera. La ODU ha tutte le previste insegne cucite, eliminando la possibilità di pungersi con spilli se il soggetto prende un colpo al petto indossando un giubbotto salvagente o un giubbotto antiproiettile. La ODU non è concepita per essere usata dalle unità della guardia costiera impiegate in azioni di combattimento o schierate all'estero. Queste unità continuarono a vestire le più vecchie uniformi woodland BDU e DCU prima dell'adozione della Navy Work Uniform per le unità USCG all'estero o partecipanti ad altre operazioni DoD.